# Torresol
 (octobre 2011).
Si vous disposez d'ouvrages ou d'articles de référence ou si vous connaissez des sites web de qualité traitant du thème abordé ici, merci de compléter l'article en donnant les références utiles à sa vérifiabilité et en les liant à la section « Notes et références ».
Torresol Energy est une société espagnole qui développe des tours solaires utilisant la technologie des sels fondus, et des centrales solaires à miroirs cylindro-paraboliques.

## Présentation
Torresol Energy a construit ou est en train de construire trois centrales :
- Gemasolar, une tour solaire à héliostats,
- Valle 1 et Valle 2 dans la province de Cadix, deux centrales solaires adjacentes à miroirs cylindro-paraboliques.

## Gemasolar
Inaugurée par le roi Juan Carlos Ier et le prince d'Abou Dabi le 4 octobre 2011, la centrale Gemasolar est une centrale solaire à héliostats, tour solaire et système de stockage de chaleur qui lui permet de générer de l'électricité 24 heures sur 24 à partir de l'énergie du soleil.

### Caractéristiques
Les caractéristiques de Gemasolar sont les suivantes :
- Localisation : Fuentes de Andalucía (près de Séville)
- Insolation moyenne du site[3] : 2 062 kW h/m2/an = 235 W/m2
- Puissance-crête électrique : 19,9 MW
- Production électrique nette attendue : 110 GW h/an
- Superficie totale de la centrale : 190 hectares (dont 185 hectares recouverts par les 2 650 héliostats).

On peut déduire de ces caractéristiques que la densité de puissance moyenne attendue est de 6,6 W/m2, et que le rendement attendu de conversion de l'énergie solaire incidente en électricité est de 2,8 % en prenant comme base de calcul la surface totale du site.

### Projet financier
Une entreprise venant d'Arabie saoudite, Masdar et l'entreprise espagnole Sener sont les sponsors du projet. Le financement de ce projet se monte à 171 millions d'euros ; il sera complété par la construction de deux autres sites à San José del Valle (Cadix).

### Fonctionnement
Selon Santiago Arias, directeur de Torresol Energy, Gemasolar est la première centrale solaire qui travaille avec des sels fondus, qui peuvent être chauffés jusqu'à une température de 565 °C, ce qui permet à la centrale de produire de l'électricité 24 heures sur 24. Avec une puissance de 19,9 MW, la centrale peut générer 110 GWh par an (soit l'équivalent de 37 tonnes de charbon ou 190 barils de pétrole par jour).
L'originalité de cette centrale se situe dans son système de stockage de chaleur, qui permet de produire de l'électricité pendant 15 heures sans alimentation en lumière solaire (nuit ou jour nuageux). La centrale repose sur 2 500 héliostats, répartis en cercles autour d'une tour réceptrice, et dotés de GPS individuels pour suivre la course du soleil et renvoyer la lumière solaire qu'ils reçoivent vers le récepteur au sommet de la tour, à 140 mètres de hauteur. Cette lumière, qui se retrouve concentrée, est utilisée pour chauffer le réservoir de sel, puis générer de la vapeur d'eau.

## Valle 1 et Valle 2
Mises en service fin 2011 et en 2012, Valle 1 et Valle 2 associent des miroirs cylindrico-paraboliques non orientables à un système de stockage de chaleur permettant, selon son constructeur, de générer de l'électricité pendant 7 heures.

### Caractéristiques
Selon Torresol Energy, les caractéristiques de Valle 1 et Valle 2 sont les suivantes :
- Localisation : San José del Valle (province de Cadix, Espagne)
- Insolation moyenne du site[8] : 2 097 kW h/m2/an = 239 W/m2
- Puissance-crête électrique : 100 MW
- Production électrique nette attendue : 170 GW h/an
- Superficie totale de la centrale : 230 hectares (dont 51 hectares recouverts par les miroirs).

On peut déduire de ces caractéristiques que la densité de puissance moyenne attendue est de 8,4 W/m2, et que le rendement attendu de conversion de l'énergie solaire incidente en électricité est de 3,5 %.